# Sidastrum multiflorum
Sidastrum multiflorum là một loài thực vật có hoa trong họ Cẩm quỳ. Loài này được (Jacq.) Fryxell miêu tả khoa học đầu tiên năm 1979.